# Flordelis
Flordelis, pseudonimo di Flordelis dos Santos de Souza (Rio de Janeiro, 5 febbraio 1961), è una cantante e politica brasiliana.
È stata deputata federale tra il 2019 e il 2021, quando è stata condannata dalla plenaria della Camera dei deputati a perdere il mandato per violazione del decoro parlamentare.
Flordelis ha acquisito notorietà per aver adottato diversi bambini provenienti da comunità svantaggiate a Rio de Janeiro. La sua storia è stata raccontata nel film Flordelis - Basta uma palavra para mudar, uscito nel 2009. La produzione attirò l'attenzione dell'etichetta discografica evangelica MK Music, con la quale in seguito firmò un contratto musicale. La sua carriera di interprete ha acquisito una rilevanza significativa nell'ambiente evangelico brasiliano durante gli anni 2010, dopo l'uscita di album con contenuto pentecostale come Questiona ou Adora (2012) e A Volta por Cima (2014). Successivamente è riuscita a entrare nella vita politica, eletta deputata federale per il PSD alle elezioni del 2018.
Nel 2019 il pastore Anderson do Carmo, con cui Flordelis era sposata, è stato assassinato. Il caso ha generato una lunga inchiesta della polizia, che ha coinvolto la deputata e diversi suoi figli. Nel 2020 è stata denunciata dal Pubblico Ministero per la morte di Anderson.
L'11 agosto 2021 il suo mandato come deputato è stato revocato per aver costretto testimoni e nascosto prove durante le indagini, perdendo l'immunità parlamentare di cui godeva. Poco dopo, è stata sottoposta a detenzione preventiva decretata dal 3° Tribunale Penale di Niterói, essendo stata arrestata il 13 agosto 2021 dalla Polizia Civile di Rio de Janeiro.

## Biografia
Flordelis dos Santos de Souza è nata e cresciuta nella favela del quartiere di Jacarezinho, alla periferia di Rio de Janeiro. All'età di 14 anni, ha perso suo padre e suo fratello, morti in un incidente stradale. Proveniente da una famiglia molto umile, ha iniziato a lavorare all'età di 15 anni come commessa in una panetteria . Nei fine settimana, dopo l'orario di lavoro, accompagnava sua madre, Calmozina Motta dos Santos,  messa in una chiesa evangelica, a cui partecipava cantando in un coro. Durante la sua adolescenza, si è impegnata in cause sociali e ha iniziato ad aiutare bambini e adolescenti coinvolti nella criminalità, nella tratta, nell'uso di droghe, nella prostituzione o che hanno subito abusi in casa. La sua umile e piccola casa ospitava più di 100 bambini, che accoglieva e curava, aprendo un asilo nido.
Si è diplomata come insegnante attraverso un corso di formazione professionale nel 1979,  allora ha lasciato il suo lavoro presso la panetteria per iniziare a insegnare l'educazione della prima infanzia. Nel 1994, l'allora insegnante adottò 37 bambini (di cui 14 neonati) contemporaneamente. Erano senzatetto sopravvissuti al massacro di Candelária e che vivevano in rifugi in condizioni precarie. All'inizio del suo cammino caritativo, finì per essere perseguitata [ parziale? ] da politici, persone influenti e persino dalla polizia, che la considerava una rapitrice, per aver ospitato dei bambini. Apparentemente c'è stata una persecuzione del pastore riguardo all'adozione dei bambini, ma più la perseguitava, più si dedicava ad aiutare questi bambini.
Aveva già adottato cinque adolescenti prima del massacro. "Sono andato ai balli funk e ho visto che bambini e adolescenti sponsorizzati dal traffico di droga sognavano una vita migliore. Sono stato in grado di parlare con loro e ho detto loro che il modo migliore era non lavorare per il traffico di droga", ha detto all'epoca.
Dopo essere stata perseguitata come rapitrice, è riuscita a dimostrare in tribunale di aiutare bambini e adolescenti a uscire dalla malavita della droga e della prostituzione. Il suo lavoro ha attirato l'attenzione dei media brasiliani e in seguito è diventato un film nel 2009, Flordelis - Simply a Word to Change, con attori come Deborah Secco, Bruna Marquezine, Letícia Spiller, Marcello Antony e altri. Nessuno di questi artisti ha richiesto un compenso e l'intero ricavato del film è stato utilizzato per creare e sostenere il centro di riabilitazione per giovani e adolescenti tossicodipendenti.
Dopo l'uscita del film, Flordelis ha iniziato ad avvicinarsi all'etichetta carioca MK Music. Fino ad allora aveva pubblicato dischi indipendenti e uno distribuito da Apascentar Music, l'etichetta dell'allora band Toque no Altar. Nel 2010 firma con MK Music e pubblica il suo primo album, Fogo e Unção . Tuttavia, ha raggiunto una maggiore notorietà con l'album Questiona ou Adora, uscito nel 2012, che ha visto la produzione musicale di Rogério Vieira e le è valso il disco di platino per oltre 80 mila copie vendute.
Successivamente, Flordelis ha pubblicato l'album dal vivo A Volta por Cima (2014), che è stato certificato ed è stato prodotto da Melk Carvalhêdo e Kleyton Martins. I suoi dischi successivi sono stati Ao Vivo (2016), Realize (2017) e l'EP O Sonho Não Morreu (2018), tutti prodotti da Kleyton Martins. Il suo ultimo lavoro nella sua carriera è stato l'EP Live Session, pubblicato a maggio 2019. Il 28 agosto 2020, dopo le accuse di essere la mente della morte del marito, MK Music ha annunciato la risoluzione del suo contratto con la cantante.

## Carriera politica

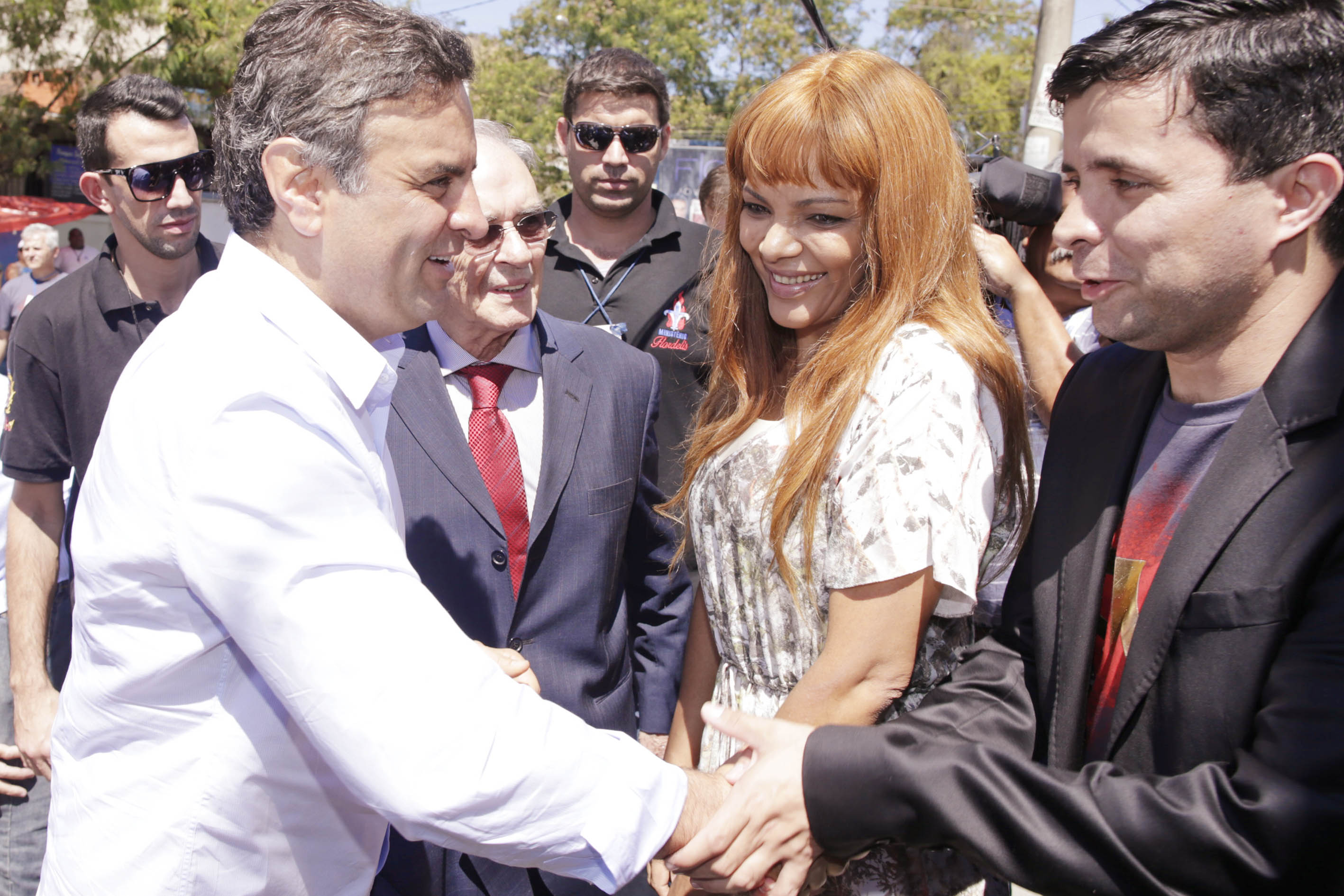
Flordelis e il candidato presidenziale Aécio Neves nel 2014

Il primo tentativo di Flordelis di entrare nel mondo della politica è avvenuto nel 2004, quando si è candidata senza successo come consigliere al consiglio comunale di São Gonçalo, ottenendo solo 2.262 dei voti validi e non essendo eletta. Nel 2016, tramite il PMDB, ha cercato di candidarsi a sindaco di São Gonçalo ed è arrivata a figurare come pre-candidata.
Nel 2019 si è insediata come deputata federale, eletta dal PSD dello stato di Rio de Janeiro alle elezioni del 2018, essendo la donna più votata dello stato, con oltre 196mila voti, per un totale del 2,55% dei voti validi.
L'11 agosto 2021, la plenaria della Camera dei deputati ha approvato la revoca del mandato parlamentare di Flordelis, con 437 voti favorevoli, 7 contrari e 12 astenuti per violazione del decoro parlamentare. Secondo il rapporto di impeachment del deputato Alexandre Leite (DEM-SP), il mandato della deputata dovrebbe essere revocato per aver usato la sua posizione per ostacolare le indagini e intimidire i testimoni.

## Vita privata
Flordelis ha avuto il suo primo fidanzato all'età di diciannove anni. In questo momento si allontanò dalla chiesa evangelica e finì per rimanere incinta, ma la relazione non andò avanti e la ragazza fu abbandonata incinta. Decise di crescere suo figlio da sola e tornò alla chiesa evangelica. Flordelis ha mantenuto altre relazioni, ma nessuna ha funzionato. Fino al 1993, già missionaria, ha conosciuto il pastore Anderson do Carmo, durante un servizio che ha tenuto a Favela do Jacarezinho, dove viveva. Anderson era un adolescente e ha iniziato ad andare a casa sua, dove viveva con tre figli biologici dal primo matrimonio del pastore e altri quattro bambini che, secondo la polizia, sono stati adottati illegalmente. A quel tempo, Anderson divenne il figlio adottivo di Flordelis, in seguito iniziò a frequentare Simone dos Santos Rodrigues, una delle figlie biologiche, attualmente Simone è in prigione ed è accusato della morte di Anderson. Dopo un po', Anderson e Flordelis hanno iniziato una relazione e si sono sposati nel 1994 . Insieme, la coppia ha avuto tre figli biologici e ha adottato il figliastro da bambino. Flordelis ha attirato l'attenzione dei media per aver adottato 55 bambini, di cui solo 4 erano suoi figli biologici; "Una mattina sono stato svegliato da un rumore enorme alla porta di casa mia, nel vicolo di Guarani, nella favela di Jacarezinho. Quando io e mio marito abbiamo aperto la porta, abbiamo avuto paura: c'erano 37 bambini e adolescenti disperati in fuga da un massacro al Central do Brasil, nel centro di Rio de Janeiro . È così che è iniziata la mia storia di adozione. Da allora sono diventata madre di 55 bambini, 51 dei quali adottati." Con i loro figli, la coppia ha fondato ufficialmente la Pastorale della Comunità Evangelica Flordelis, nel 1999, nel quartiere di Rocha, nella Zona Nord di Rio de Janeiro.
Nel marzo 2018, la cantante e suo marito sono stati presi di mira dai banditi. All'epoca, Anderson disse di aver "ottenuto un rilascio" nel tentativo di rapina fallito. All'epoca, ha detto che "anche con tale violenza, non smetteranno di credere nella restaurazione delle persone".

## Omicidio del marito

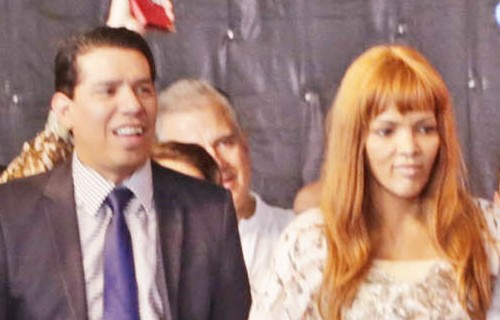
Flordelis e suo marito Anderson do Carmo

Nelle prime ore del mattino del 16 giugno 2019, il marito di Flordelis, Anderson do Carmo, è stato ucciso a Niterói, nella regione metropolitana di Rio de Janeiro . Secondo la Polizia Militare, il pastore 42enne è stato giustiziato intorno alle 4 del mattino, con diversi colpi di arma da fuoco, dopo essere arrivato in auto nella sua residenza a Pendotiba. Secondo il premier, Souza è stato soccorso all'ospedale Niterói D'Or, nel quartiere di Icaraí, ma non ha resistito alle ferite. Il 18 giugno, il diciottenne Lucas dos Santos do Carmo, uno dei bambini adottati dal deputato e dal parroco, si è pubblicamente assunto come uno dei carnefici e che una delle menti del delitto fosse Flávio dos Santos, 38, figliastro di Anderson. Il movente del delitto sarebbe il tradimento di Anderson, che avrebbe mantenuto una relazione amorosa extraconiugale. Nel rendere testimonianza, Lucas si è contraddetto e avrebbe deciso di confessare il crimine e accusare Flávio di essere una delle menti dopo che la polizia ha mostrato le immagini delle telecamere di sicurezza in cui appare sulla scena del crimine. Disturbato, Lucas ha incastrato Flávio e ha raccontato i dettagli che stanno aiutando la polizia nelle indagini sul crimine. Almeno sette dei trenta colpi sparati al pastore hanno raggiunto la regione pelvica.
Flávio ha confessato di aver sparato sei volte al patrigno e che suo fratello Lucas lo ha aiutato acquistando la pistola. Il movente dell'omicidio e le altre circostanze del delitto sono ancora oggetto di indagine da parte della Stazione di Polizia Omicidi di Niterói e São Gonçalo, tuttavia, secondo il capo della polizia, il delitto sarebbe stato di natura finanziaria.
Il 24 agosto 2020, Flordelis è stata denunciata dal Ministero Pubblico dello Stato di Rio de Janeiro per la morte del marito. Lo stesso giorno, la Polizia Civile insieme al MP-RJ ha arrestato nove persone legate all'omicidio e ha perquisito e sequestrato l'indirizzo del parroco.
Il 13 agosto 2021, l'ex deputato è stato arrestato dalla Polizia Civile a Niterói. Era a casa sua

## Discografia
Album in studio
- Multidão (1998)
- Só o Amor (2002)
- A Voz do Silêncio (2005)
- Não se Entregue (2008)
- Fogo e Unção (2010)
- Questiona ou Adora (2012)
- A Volta por Cima (2014)
- Realize (2017)
- O Sonho Não Morreu (2018)

Album dal vivo
- Ao Vivo (2016)

Album video
- Ao Vivo (2016)